# Leslie Flint
Leslie Flint (St Albans (Engeland), 1911 - 1994) stond bekend als een stemmedium, een medium dat het fysische fenomeen van de directe stem kan produceren die van een overledene zou zijn, die ontstaat in de nabijheid van het medium, maar niet door hem uitgesproken wordt.

## Biografie
Leslie Flint werd in een tehuis van het Leger des Heils in 1911 in St. Albans bij Londen geboren. Zijn ouders scheidden al spoedig na zijn geboorte. Zijn grootmoeder ontfermde zich over hem, alhoewel ze een armoedig bestaan leidde.
Naar eigen zeggen werd Flint zich op 7-jarige leeftijd bewust van zijn gave om gestaltes van overleden personen te zien. Als jongeman begon hij aan een succesvolle carrière als dansleraar, maar tegelijkertijd ontwikkelde hij een interesse in het spiritisme. Tijdens seances bleek hij mediamieke gaven te bezitten en langzaam ontwikkelde zich bij hem het fenomeen dat stemmen om hem heen door aanwezigen gehoord konden worden terwijl hij onder gecontroleerde omstandigheden zweeg.
In 1935 vond de eerste openbare demonstratie van het directe stemmenfenomeen van Flint plaats voor een groot publiek.  Hij kreeg daarop zoveel bekendheid dat meerdere volgden, soms voor een gehoor van 2000 mensen. In de loop van de jaren werden er dertien radio- en televisieprogramma's aan hem gewijd.
Flint heeft meegewerkt aan tests door psychologen, psychiaters, onderzoekers van paranormale verschijnselen en geluidstechnici, en noemde zich het meest onderzochte medium van Engeland. Men heeft recorders die subsone en supersone geluiden opvangen, infrarood- en ultravioletfilms en Kirlian aura-apparatuur op hem beproefd.  Men heeft hem in kamers, laboratoria en in de openlucht onderzocht.  Buiksprekers hebben verklaard dat dit geen geval van ventriloquisme kon zijn.

## Het directe stemmenfenomeen
Een wetenschappelijke verklaring voor het ontstaan van directe onafhankelijke stemmen is er niet. We moeten volstaan met de huidige vage uitleg dat uit het lichaam van het medium een ijle etherische stof treedt, die met de naam ectoplasma wordt aangeduid.  Ook het ectoplasma van de aanwezigen kan zich daarbij voegen om het vermogen te versterken.
Dit bovennatuurlijke fenomeen was reeds in de oudheid bekend, onder andere bij poltergeistverschijnselen. Er zijn tal van stemmediums bekend, waaronder: Cartheuser, Valiantine, Etta Wriedt, Mrs. Osborne Leonard, Jack Webber, Margery Crandon, Emily French en J.Sloan.
In Nederland is de eerste optekening van oud-resident J.D. van Herwerden. Deze hield in 1858 seances bij hem aan huis in Den Haag, waarbij zijn 14-jarige Javaanse bediende als medium optrad.
Dit fenomeen mag niet verward worden met bandstemmen die op een bandrecorder geluidsband geregistreerd worden en naderhand beluisterd.

## Bekendheid
In Nederland kreeg het medium bekendheid bij een bezoek van de broer van Godfried Bomans aan Leslie Flint in 1974, in het kader van het N.O.S. radioprogramma Zou er dan toch Leven na de Dood bestaan?. Godfried kon niet doorkomen, maar zijn geleidegeest Mickey fungeerde als intermediair in een gesprek waarin 20 feitelijke gegevens werden genoemd waarvan 17 juist bleken te zijn en 3 onduidelijk.
In Engeland en andere landen werden radio- en televisieprogramma's aan hem gewijd.
In 1971 verscheen zijn autobiografie Voices in the dark, dat in Nederland werd uitgebracht onder de titel Stemmen.
De Engelsen Betty Greene en George Woods wijdden vele jaren van hun leven om bandopnames te maken van de communicaties en die te verspreiden.
Na zijn dood in 1994 werd de Leslie Flint Educational Trust opgericht.
Opnames van de stemmen zijn op internet te beluisteren.